# 梅本洋一 (映画評論家)
梅本 洋一（うめもと よういち、1953年1月9日 - 2013年3月12日）は、日本の映画批評家、元横浜国立大学教授（映画論、フランス演劇史）である。長期留学中に、パリ大学（第8大学）で芸術学博士を授与。帰国後、文学博士（早稲田大学）を授与。また、当初の執筆書籍には芸術学博士と書いていたことも多かったようだ。

## 来歴・人物
1953年1月9日、神奈川県横浜市出身。
1981年、28歳のとき、『視線と劇場』で「第二回ダゲレオ出版評論賞」を受賞、日本の映画批評界にデビューする。留学先のパリから帰国した1980年代初頭、東京日仏学院で「梅本洋一の木曜シネクラブ」を開き、『月刊イメージフォーラム』（ダゲレオ出版刊）で同名の連載を開始。
1983年3月、『夜想』誌8号（ペヨトル工房刊）で「亡命者たちのハリウッド」を責任編集する。
1983年10月、同学院で映画論の講座を開始、2005年まで継続した。
1984年、『夜想』誌11号で「ヌーヴェル・ヴァーグ25」を責任編集。アテネ・フランセ文化センターでの上映や雑誌への執筆を通じて、ヴィム・ヴェンダース、あるいはジャック・ドワイヨンらの映画作家を精力的に紹介する。またフランスの『カイエ・デュ・シネマ』誌にも執筆する。学習院大学、早稲田大学、中央大学、東京大学、東京芸術大学大学院等の非常勤講師を歴任する。
1991年、『カイエ・デュ・シネマ・ジャポン』を責任編集により創刊（フィルムアート社、のち勁草書房、現在休刊中）、また『nobody』誌の編集に協力した。
2012年10月から2013年3月放送分までNHKラジオの語学番組『まいにちフランス語』の講師を務め、木・金曜日の応用編の放送を担当した。講座名は「映画の話をしよう!」で、テキストではフランソワ・トリュフォーについての話題や、梅本自身によるフランス映画界の著名人へのインタビューが取り上げられた。
2013年3月12日、虚血性心不全により死去。60歳没。

## 経歴
- 1976年 早稲田大学政治経済学部政治学科卒業
- 1977年 早稲田大学大学院人文科学研究科演劇学専攻を経て、パリ大学（第8大学）へフランス政府国費留学生として留学後、博士号取得。帰国後、学習院大学仏文学科や中央大学文学部にて非常勤講師として教壇に登る。（2009年まで）
- 1988年 横浜国立大学教育学部助教授 （1988年10月 - 1997年9月）
- 1997年 同教育人間科学部助教授 （1997年10月 - 1999年4月）
- 1999年 同教授 （1999年4月 - ）
- 2011年 同大学院環境イノベーション学府教授兼任（2011年4月 - ）

## 著書
- 『映画は判ってくれない - The motion picture』フィルムアート社、1984年
- 『映画のたのしみ』青土社、1984年
- 『大いなる映像 - ENTRETIENS』第三文明社、1986年 ISBN 4476031269
- 『視線と劇場』弘文堂、1987年 ISBN 4335150199
- 『映画はわれらのもの』青土社、1987年
- 『サッシャ・ギトリ - 都市・演劇・映画』勁草書房、1990年 ISBN 4326851082
- 『映画をつなぎとめるために』勁草書房、1990年 ISBN 4326851104
- 『料理生活、ロードムーヴィー風』洋泉社、1991年 ISBN 4896910915
- 『映画が生まれる瞬間 - シネマをめぐる12人へのインタヴュー』勁草書房、1998年 ISBN 432685152X
- 『映画=日誌 - ロードムーヴィーのように』フィルムアート社、2000年 ISBN 4845988755
- 『映画旅日記 パリ ‐ 東京』青土社、2006年 ISBN 4791762738
- 『建築を読む - アーバン・ランドスケープ Tokyo‐Yokohama』青土社、2006年 ISBN 4791763092

### 共編著
- 『フランソワ・トリュフォー』（責任編集）芳賀書店、1985年 ISBN 4826101155
- 『現代フランスを知るための36章』木下長宏、大里俊晴らと共著、明石書店、2000年 ISBN 4750312819
- 『パリ・フランスを知るための44章』大里俊晴, 木下長宏共編著　明石書店　2012　エリア・スタディーズ

### 翻訳
- エリック・ロメール『美の味わい』武田潔と共訳、勁草書房、1988年 - ISBN 4326800224
- 『天使のまなざし ヴィム・ヴェンダース、映画を語る』山下千恵子、鈴木圭介共編・構成　フィルムアート社　1988
- ハワード・ホークス、ジョゼフ・マクブライド『監督ハワード・ホークス「映画」を語る』青土社、1989年 - ISBN 4791750322（1999年新版 ISBN 479175770X）
- ジャン・ドゥーシェ、ジル・ナドー『パリ、シネマ - リュミエールからヌーヴェルヴァーグにいたる映画と都市のイストワール』フィルムアート社、1989年 - ISBN 4845989808
- アルフレッド・シモン『記号と夢想 - 演劇と祝祭についての考察』佐藤実枝、沖田吉穂、伊藤洋と共訳、法政大学出版局、1990年  ISBN 4588003011
- ドミニック・ヴィラン『映画はこのように撮られた - 撮影技術の世界』勁草書房、1992年 - ISBN 4326851201
- エーバーハルト・ロータース『ベルリン - 芸術と社会 1910‐1933』多木浩二らと共訳、岩波書店、1995年 - ISBN 400002051X
- セルジュ・ダネー『不屈の精神』フィルムアート社、1996年 - ISBN 4845996596
- 『カサヴェテスの映したアメリカ - 映画に見るアメリカ人の夢』勁草書房、1997年 - ISBN 4326800372
- レイモンド・カーニー、パスカル・ボニゼール『歪形するフレーム - 絵画と映画の比較考察』勁草書房、1999年 - ISBN 4326851619
- 『ネーム:ドヌーヴ・職業:映画監督 アルノー・デプレシャンによるカトリーヌ・ドヌーヴ』nobody編集部　2005

## 関連事項
- アンドレ・バザン
- フランソワ・トリュフォー
- ジャン＝リュック・ゴダール
- ジャック・リヴェット
- エリック・ロメール
- パスカル・ボニゼール
- セルジュ・ダネー （Serge Daney）
- 眞鍋かをり （梅本が横浜国立大学の教授をしていた際の教え子だった）